# Yagi Yasasa
Yagi Yasasa (Lae, 17 de agosto de 2000) es un futbolista papú que juega en la demarcación de centrocampista para el Hekari United FC de la Liga Nacional de Fútbol de Papúa Nueva Guinea.

## Selección nacional
Tras jugar en las categorías inferiores de la selección, finalmente hizo su debut con la selección de fútbol de Papúa Nueva Guinea el 18 de marzo de 2022 en un encuentro de clasificación para la Copa Mundial de Fútbol de 2022 contra Nueva Zelanda que finalizó con un resultado de 0-1 a favor del combinado neozelandés tras el gol de Ben Waine. Además ha disputado la MSG Prime Minister's Cup de 2023, los Juegos del Pacífico 2023 y la Copa de las Naciones de la OFC 2024.

## Clubes
| Club             | País               | Año       | Partidos | Goles |
| ---------------- | ------------------ | --------- | -------- | ----- |
| Morobe United FC | Papúa Nueva Guinea | 2017      |          |       |
| Besta PNG United | Papúa Nueva Guinea | 2018-2019 |          |       |
| Vitiaz United FC | Papúa Nueva Guinea | 2019-2020 |          | 5     |
| Hekari United FC | Papúa Nueva Guinea | 2021-     | 11       | 4     |